# ディツォング国立自然史博物館

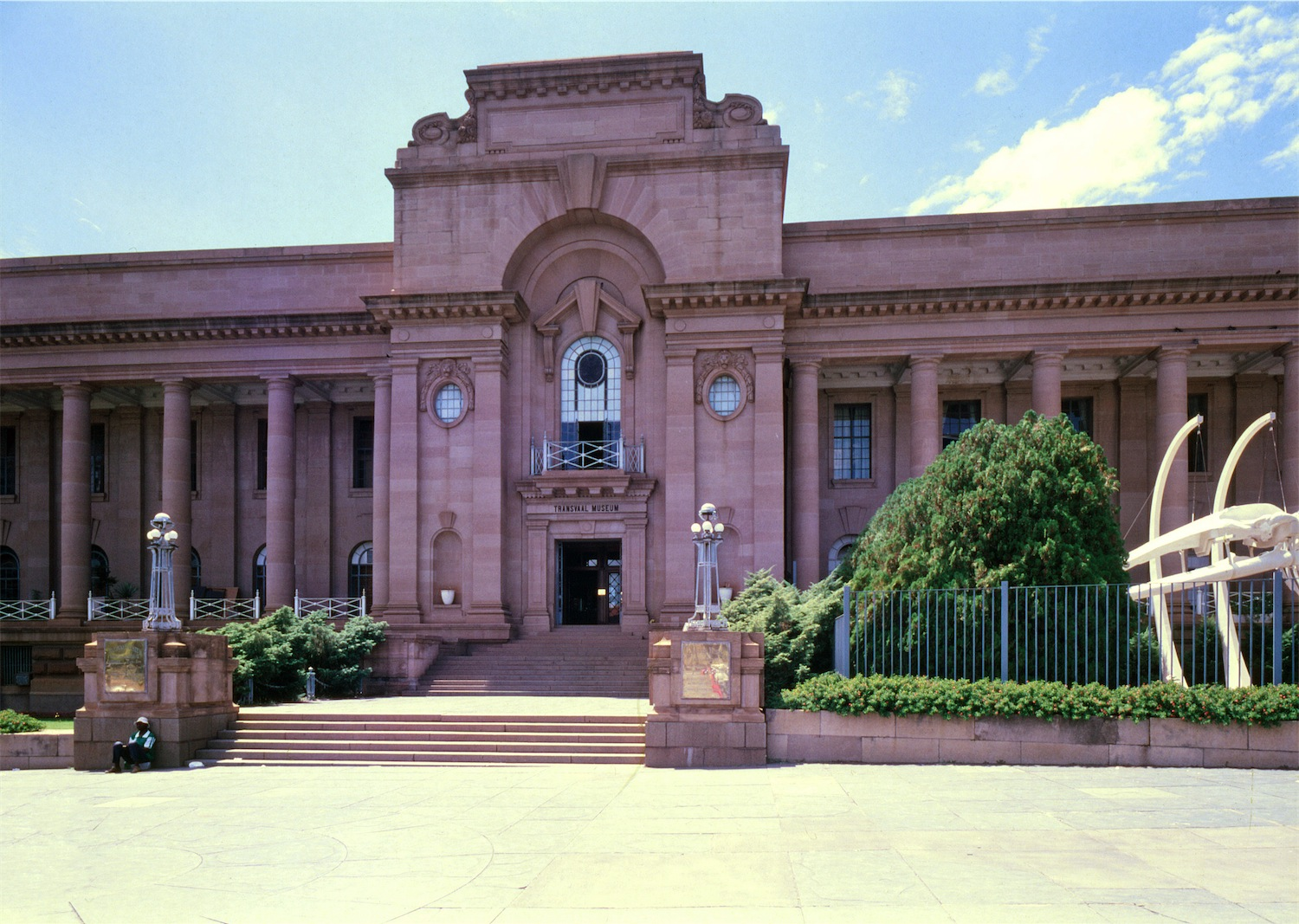
ディツォング国立自然史博物館の正面入口

ディツォング国立自然史博物館（ディツォングこくりつしぜんしはくぶつかん、英語: Ditsong National Museum of Natural History）は旧称がトランスバール博物館（Transvaal Museum）で、南アフリカプレトリアにある自然史博物館である。プレトリア市役所の向かいのポール・クリューガー通りにあり、ビザギー通りとミンナール通りの間である。この博物館は1895年にトランスヴァール共和国によって設立された。 2010年に南アフリカ・ディツォング博物館を創設した際に、重要な博物館であった。

## 所蔵品
この博物館では、ユネスコ世界遺産に登録されているステルクフォンテイン、スワートクラン、クロムドライからの人類を含む鮮新世-更新世の化石の膨大なコレクションを管理していて、UNESCOの世界遺産「南アフリカの人類化石遺跡群」、ならびにペルム紀後期のセラプシド（Karooの原始哺乳類）を含む。アウストラロピテクス・アフリカヌスの標本の最も完全な頭蓋骨である「ミセズ・プレス」は、この博物館に展示されている。さらに、哺乳類、鳥類、爬虫類、無脊椎動物の膨大なコレクションがある。

## 歴史

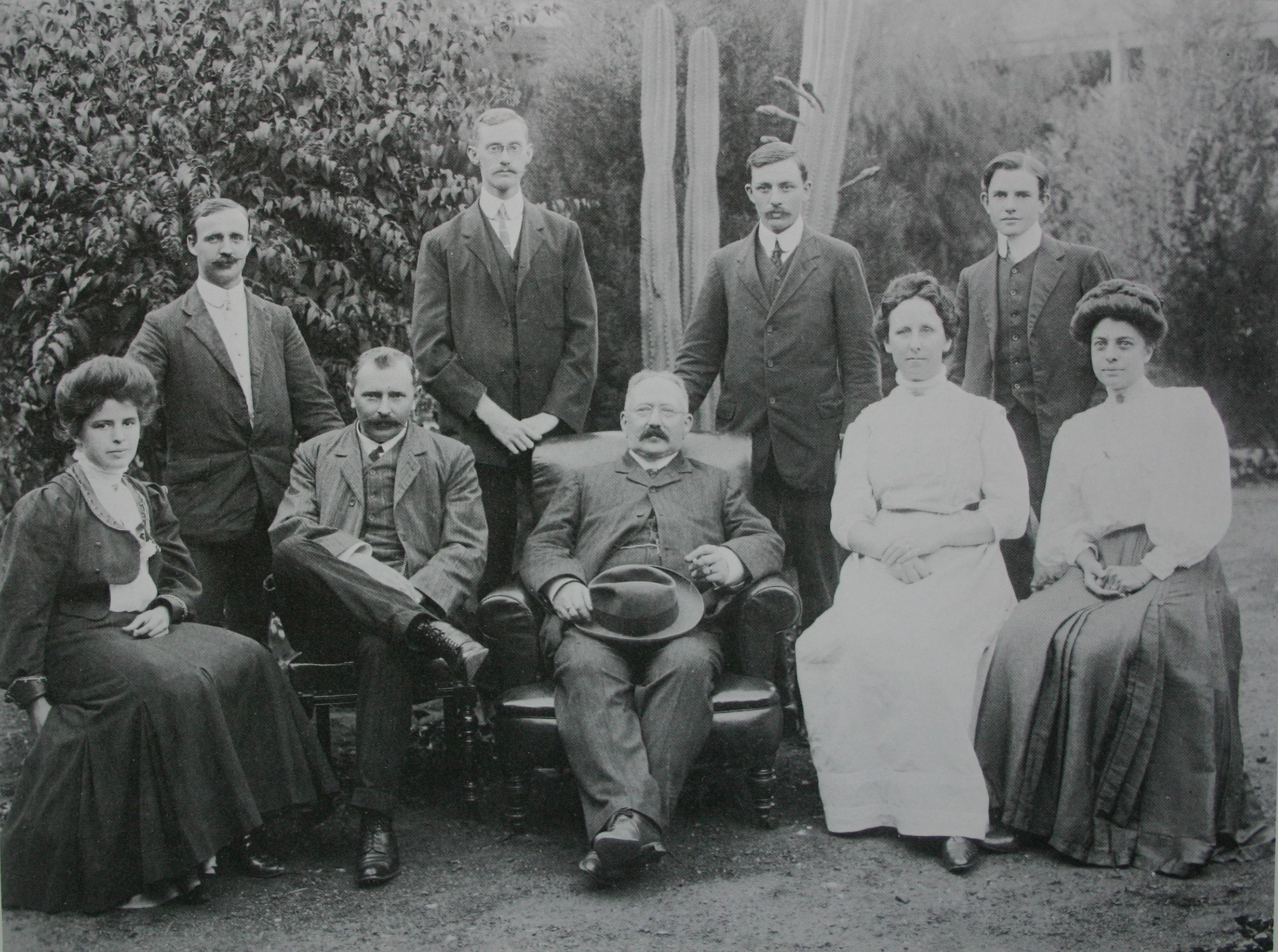
1909年3月のトランスバール博物館のスタッフ

この博物館は、もともと1892年12月1日にトランスバール共和国の国立博物館として設立され、J.W.B.ガニングが初代所長に任命された。設立後の最初の2年間、博物館はオウ・ラートサール（旧国会議事堂）にあった。
トランスバール博物館は、1999年4月1日にプレトリアに本拠を置く国立文化史博物館（建物の名前で「アフリカン・ウィンドウ」とも呼ばれた）と南アフリカ国立軍事史博物館（ヨハネスブルグにある）と合併して、ノーザン・フラッグシップ・インスティテューション（NFI）を設立した。 2010年4月、NFIは正式に南アフリカ・ディツォング博物館に改称され、同日トランスバール博物館はディツォング国立自然史博物館に改称された。 ディツォングは最高経営責任者と、以前の3つの独立した博物館のボードに取って代わる新しいボードによって管理されている。

## ギャラリー

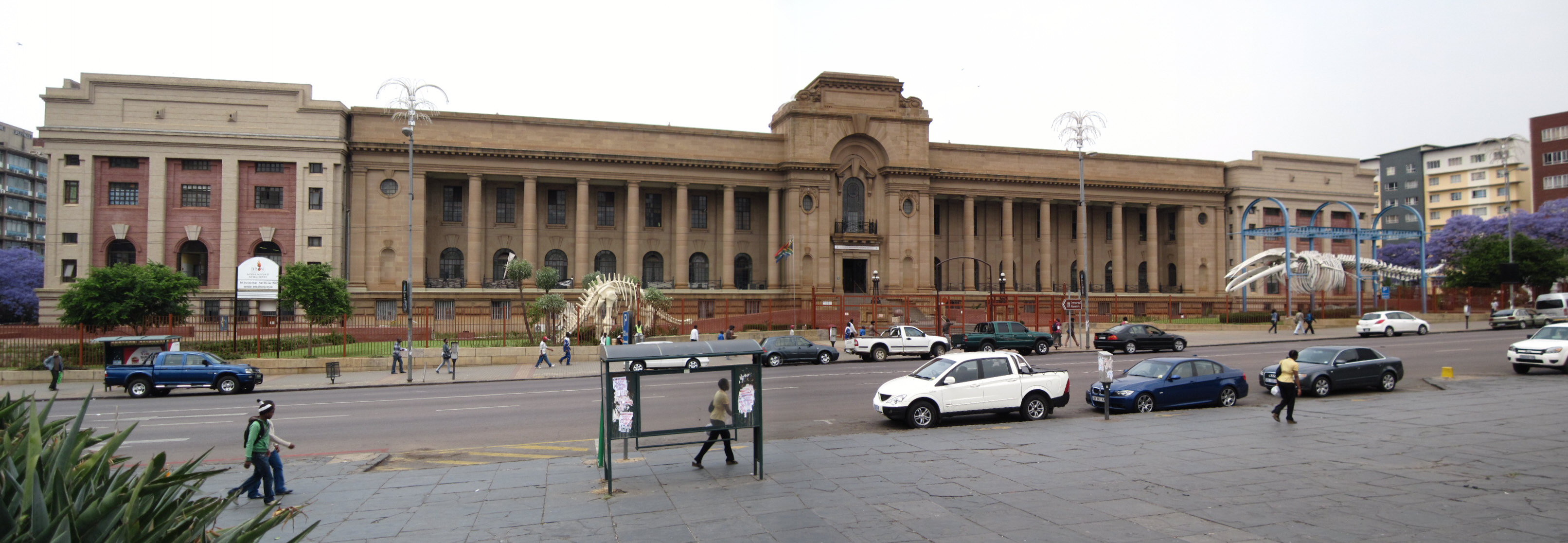
プリトリウス広場から見たディツォング国立自然史博物館
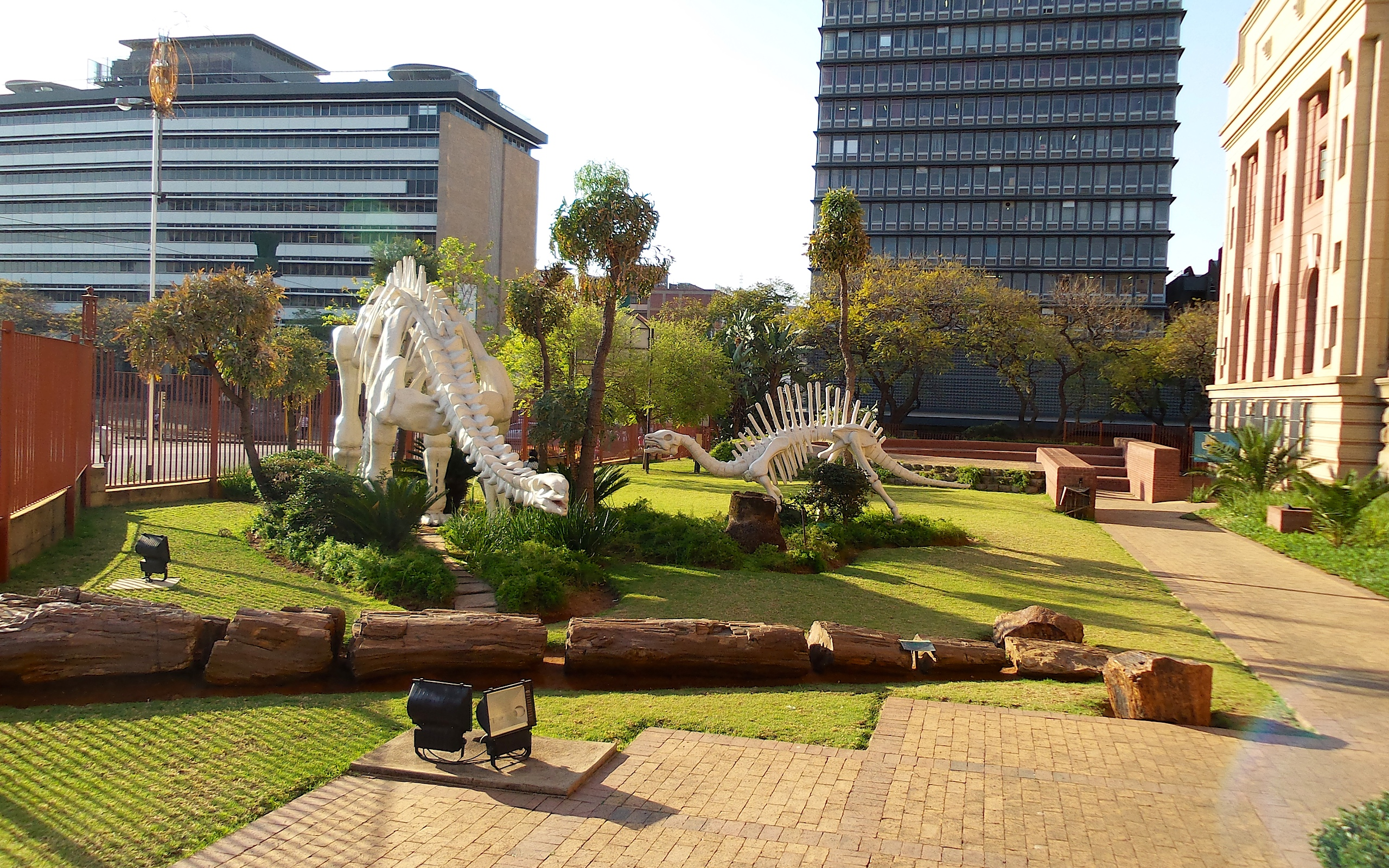
先史動物の屋外展示
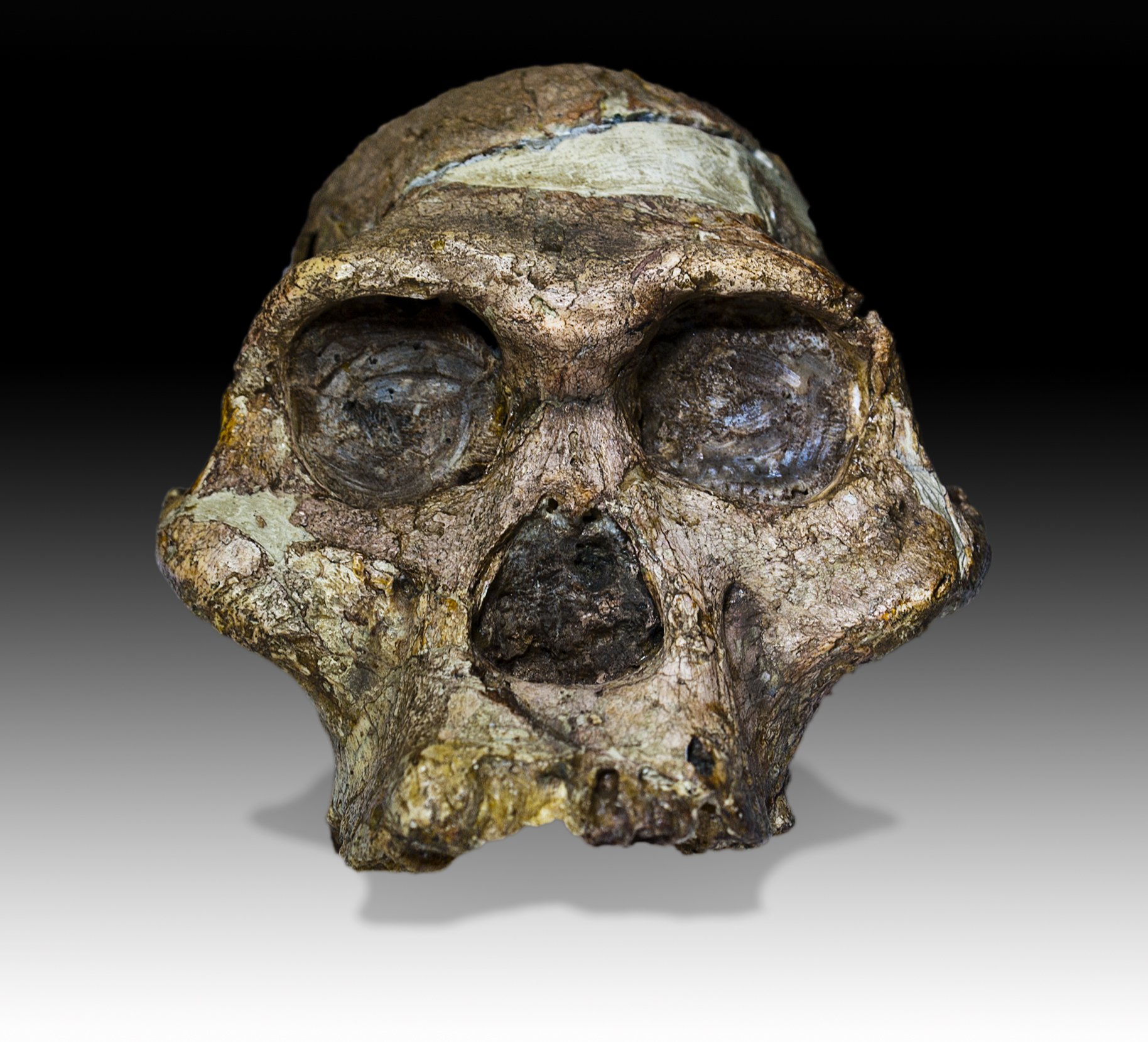
「ミセズ・プレス」
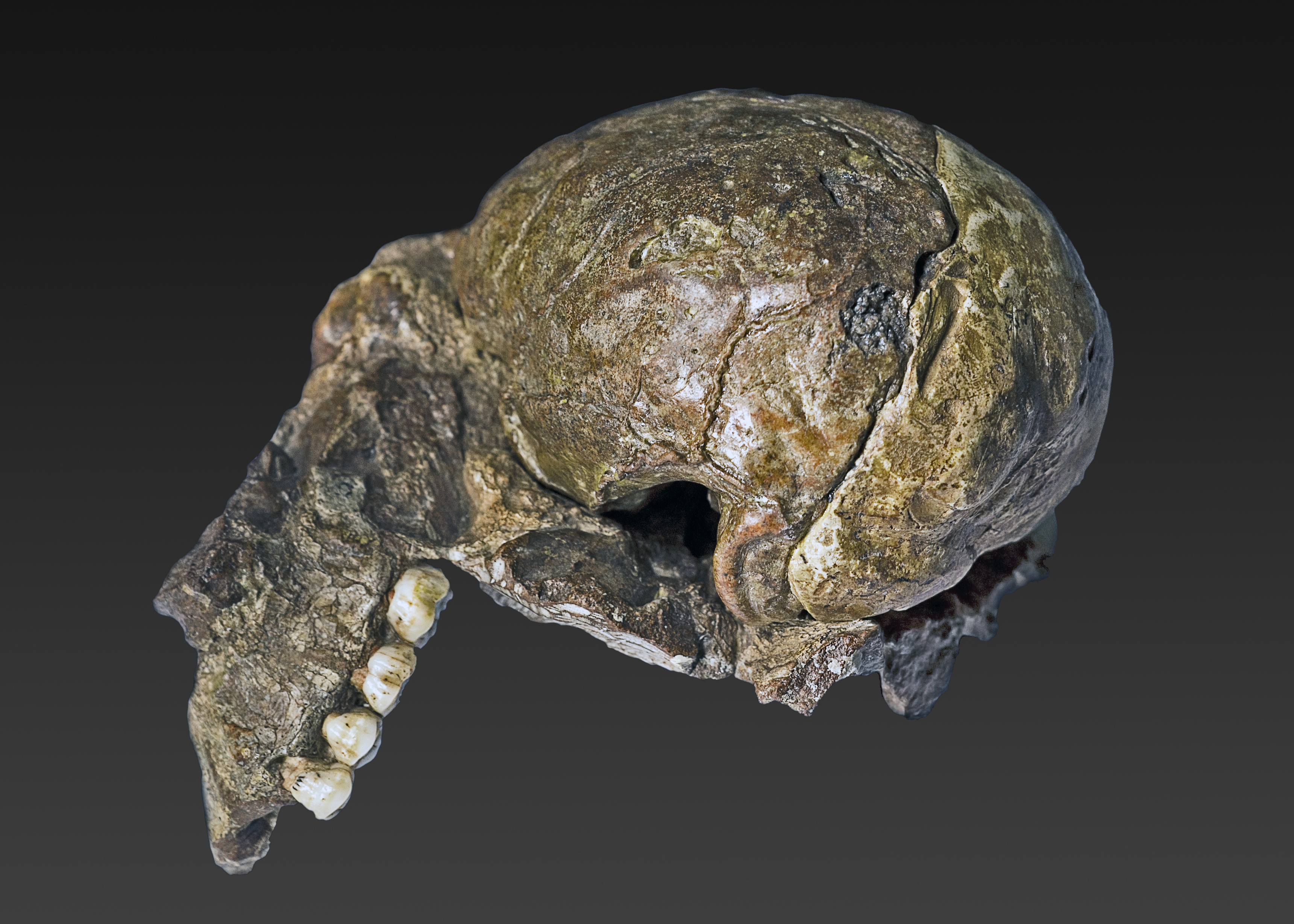
アウストラロピテクス・アフリカヌス (Sts 60)